# Championnats d'Europe féminins de boxe amateur 2007
Navigation
Édition précédente Édition suivante
Les 6e championnats d'Europe de boxe amateur  féminins se sont déroulés du 15 au 20 octobre 2007 à Vejle, Danemark.
Organisées par l'European Boxing Confederation (EUBC), les compétitions se sont disputées dans 13 catégories de poids différentes.

## Résultats

### Podiums
| Catégories                   | Or               | Argent           | Bronze                              |
| Poids pailles (-46 kg)       | Steluta Duta     | Sevda Asenova    | Svetlana Gnevanova Sofie Molholt    |
| Poids mi-mouches (-48 kg)    | Monika Csik      | Lidia Ion        | Derya Aktop Sarah Ourahmoune        |
| Poids mouches (-50 kg)       | Sumeyra Kaya     | Ewelina Pękalska | Virginie Nave Diana Timofte         |
| Poids super-mouches (-52 kg) | Viktoria Rudenko | Shipra Nilsson   | Viktoria Usachenko Andrea Gheju     |
| Poids coqs (-54 kg)          | Sofia Ochigava   | Nicola Adams     | Karolina Michalczuk Ludmila Hrytsay |
| Poids plumes (-57 kg)        | Elena Gorshkova  | Ingrid Egner     | Malene Nielsen Nagehan Gul          |
| Poids légers (-60 kg)        | Katie Taylor     | Sandra Brugger   | Yana Zavyalova Aizanat Gadzhieva    |
| Poids super-légers (-63 kg)  | Lucie Bertaud    | Klara Svensson   | Gulnar Golcek Yvonne Rasmussen      |
| Poids welters (-66 kg)       | Irina Poteyeva   | Oliwia Łuczak    | Csilla Csejtei Marichelle de Jong   |
| Poids super-welters (-70 kg) | Yulia Nemtsova   | Luminita Turcin  | Ewa Gawenda Nurcan Carkci           |
| Poids moyens (-75 kg)        | Anna Laurell     | Maria Yavorskaya | Olha Novikova Alexandra de Hutten   |
| Poids mi-lourds (-80 kg)     | Anna Gladkikh    | Irina Komar      | Selma Yagci Catalina Stanga         |
| Poids lourds (+80 kg)        | Elena Surkova    | Maria Kovacs     | Dinara Zhurgunova Adriana Hosu      |

### Tableau des médailles
| Place | Pays              | Médaille d'or, Europe | Médaille d'argent, Europe | Médaille de bronze, Europe | Total |
| ----- | ----------------- | --------------------- | ------------------------- | -------------------------- | ----- |
| 1     | Russie            | 6                     | 1                         | 3                          | 10    |
| 2     | Roumanie          | 1                     | 2                         | 5                          | 8     |
| 3     | Suède             | 1                     | 2                         | 0                          | 3     |
| 4     | Ukraine           | 1                     | 1                         | 4                          | 6     |
| 5     | Hongrie           | 1                     | 1                         | 1                          | 3     |
| 6     | Turquie           | 1                     | 0                         | 5                          | 6     |
| 7     | France            | 1                     | 0                         | 3                          | 4     |
| 8     | Irlande           | 1                     | 0                         | 0                          | 1     |
| 9     | Pologne           | 0                     | 2                         | 2                          | 4     |
| 10    | Bulgarie          | 0                     | 1                         | 0                          | 1     |
| 10    | Angleterre        | 0                     | 1                         | 0                          | 1     |
| 10    | Suisse            | 0                     | 1                         | 0                          | 1     |
| 10    | Norvège           | 0                     | 1                         | 0                          | 1     |
| 14    | Danemark          | 0                     | 0                         | 2                          | 2     |
| 15    | Pays-Bas          | 0                     | 0                         | 1                          | 1     |
| Total | 15 pays médaillés | 13                    | 13                        | 26                         | 52    |